# Le Boudin

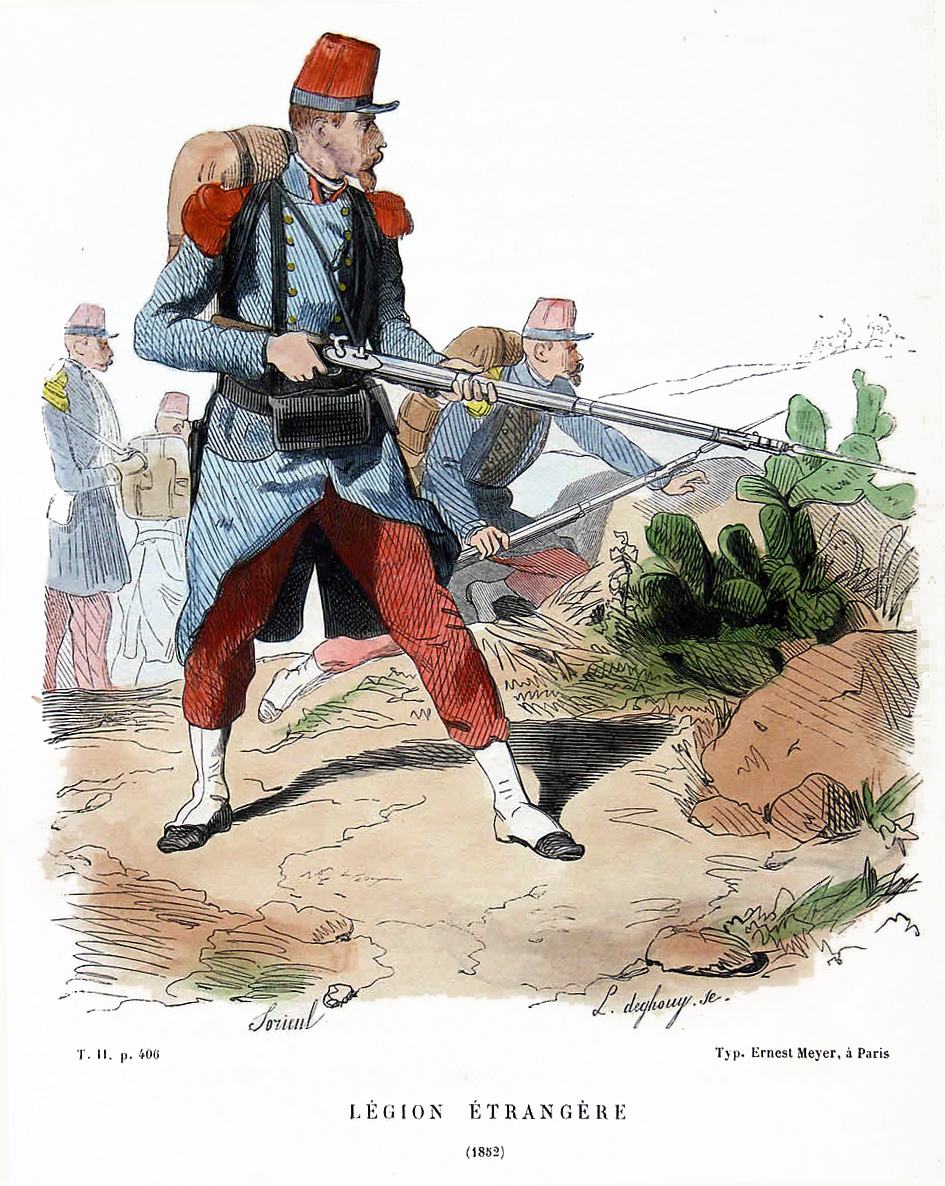
Legionář z roku 1852, který má na jeho batohu připevněnou zavinutou pokrývku „boudin“

„Le Boudin“, známý též jako „Marche de la Légion Étrangère“ (česky Pochod cizinecké legie), je francouzská vojenská pochodová skladba, která je oficiálním pochodem francouzské cizinecké legie.

## Vznik skladby
Název skladby „Le Boudin“ je pojmenování pro francouzský typ prejtové klobásy, který je také slangovým výrazem pro zavinutou pokrývku legionářů. Tu nosili legionáři na své tašce, který se používal pro nocování vojáků. Text pochodu zmiňuje bitvu u Camarónu v roce 1863, jejíž výročí 30. dubna je i jubilejním dnem cizinecké legie. Skladbu složil Guillaume Louis Bocquillon Wilhem v souvislosti se začátkem francouzské intervence v Mexiku v letech 1861 až 1867. Slova ke skladbě byla napsána po konci prusko-francouzské války v roce 1871, když se uprchlíci z území Alsaska a Lotrinska, které bylo připojeno k Německu, začali přidávat k cizinecké legii. Pochod taktéž zmiňuje Belgičany jako zbabělce, což souvisí s požadavkem belgického krále Leopolda II., který si přál zůstat ve francouzsko-německém konfliktu neutrální. Belgičtí členové francouzské cizinecké legie tak dostali zákaz boje v Evropě a museli zůstat v Africe.

## Užívání
Skladba je tradičně součástí vojenské přehlídky 14. července, kdy na něj na závěr přehlídky nastoupí jednotky francouzské cizinecké legie. Jeho rytmus nutí jednotky pochodovat rychlostí 88 kroků za minutu, zatímto ostatní běžné jednotky francouzských ozbrojených sil pochodují v rytmu 120 kroků za minutu.

## Text
| Slova Tiens, voilà du boudin, voilà du boudin, voilà du boudin Pour les Alsaciens, les Suisses et les Lorrains. Pour les Belges il n'y en a plus. Ce sont des tireurs au cul. Pour les Belges il n'y en a plus. Ce sont des tireurs au cul. Nous sommes des dégourdis, Nous sommes des lascars Des types pas ordinaires. Nous avons souvent notre cafard, Nous sommes des légionnaires. Au Tonkin, la Légion immortelle À Tuyen-Quang illustré notre drapeau, Héros de Camerone et frères modèles Dormez en paix dans vos tombeaux. Nos anciens ont su mourir Pour la gloire de la Légion. Nous saurons bien tous périr Suivant la tradition. Au cours de nos campagnes lointaines, Affrontant la fièvre et le feu, Oublions avec nos peines, La mort qui nous oublie si peu. Nous la Légion. | Překlad Tady, tady je klobása, tady je klobása, tady je klobása pro Alsasany, Švýcary a Lotriňany. Na Belgičany už ale nezbylo. Na Belgičany už ale nezbylo. Protože to jsou líní flákači. Na Belgičany už ale nezbylo. Protože to jsou líní flákači. Jsme mazaní, jsme ničemové, ne obyčejní chlapi. Často máme svou ponurou náladu, jsme legionáři. V Tonkinu naše nesmrtelná legie poctila v Tuyen-Quang naši čestnou vlajku, hrdinové z Camarónu a vzorní bratři, odpočívají v pokoji ve svých hrobech. Naši předkové věděli jak zemřít pro slávu legie. Všichni budeme vědět, jak zahynout podle tradice. Během našich vzdálených kampaní, Tváří v tvář horečce a ohni, zapomeňme se svými smutky na smrt, která na nás tak málo zapomíná. My jsme legie. |